# Giuseppe Passeri

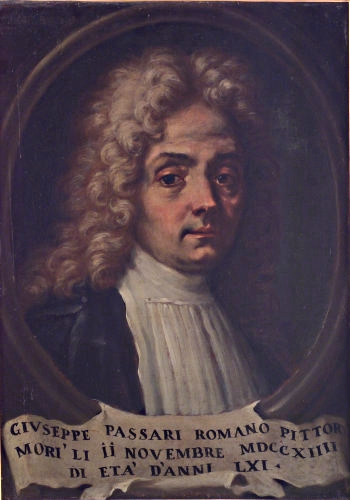
Giuseppe Passeri

Giuseppe Passeri (* 12. März 1654 in Rom; † 2. November 1714 in Rom) war ein italienischer Architekt, Kirchenmaler und Porträtist des klassizistischen Barock in Rom.
Giuseppe war Neffe und Schüler des Malers und Kunstschriftstellers Giovanni Battista Passeri. Später ging er in die Werkstatt von Carlo Maratta, wo er dessen bevorzugter Schüler und Werkstattnachfolger wurde. Am 20. September 1693 wurde Passeri Mitglied der Accademia di San Luca und 1701 der Congregazione Virtuosi al Pantheon. Er schuf für zahlreiche Kirchen Roms Altarbilder und Fresken im Stil des römischen klassizistischen Barock. Außerhalb Roms war Passeri 1685 Schöpfer der Chorfresken im Dom von Viterbo und arbeitete für die San Antonio Confraternita in Pesaro. Als Architekt war er 1680 am Umbau der Chiesa Santa Barbara alla Regola dei librai in Rom beteiligt, von ihm stammt der Entwurf der Fassade.

## Werke

### Gemälde in römischen Kirchen
- San Sebastiano alle Catacombe oder fuori le mura -Cappella di San Fabiano: San Fabiano segnet Kaiser Philipp
- Santa Maria Maggiore: Tafelbild
- Santa Croce in Gerusalemme: Altarbild Der ungläubige Thomas (1675)
- Santa Maria in Aracoeli: Wandfresko an der Innenfassade Evangelist Lukas sowie Tod  und Himmelfahrt Mariä (1686/88)
- San Francesco a Ripa: Altarbild der Heiligen Katharina von Siena
- Santa Maria in Portico Campitelli: Deckenfresko
- Santa Maria in Vallicella: Fresken im Obergaden Schlüsselverleihung an Petrus und Moses zerbricht die Gesetztafeln
- Spirito Santo dei Napoletano: Trinität mit Engeln und Heiligen (1707)
- San Giacomo in Augusta: Mehrere Tafelbilder in den Seitenkapellen
- Santa Caterina a Magnanapoli: Tafelbilder Drei Erzengel und Szenen aus dem Leben
- San Tommaso in Parione: Innendekoration und Altarbild Verkündigung

### Gemälde in Museen (Auswahl)
- Galleria Doria-Pamphilj (Rom): Johannespredigt Inv. Nr. 425
- Kunsthalle Bremen: Tafelbild Bildnis des Effigies Sisini Poli Inv. Nr. 485-1938/7
- Musée du Louvre (Paris): Armida und Rinaldo (1685–90) und Mystische Hochzeit der Heiligen Katharina von Alexandrien
- Galleria degli Uffizi, Corridoio Vasariano: Selbstporträt
- The Fitzwilliam-Museum (Cambridge): Visionen des Heiligen Filippo Neri (um 1700)
- The Walters Art Museum (Baltimore, Maryland): Vertreibung der Geldwechsler aus dem Tempel (1712/14)
- Universalmuseum Joanneum (Graz): Maria in der Glorie

### Zeichnungen (Auswahl)
- Museum Kunstpalast, Düsseldorf: mehr als 1400 Zeichnungen[1]
- Art Institute of Chicago Der Heilige Augustin mit zwei Engeln vor dem Gekreuzigten
- Musée du Louvre (Pari) 86 Zeichnungen
- Metropolitan Museum of Art (New York) 7 Zeichnungen
- The Royal Collection (Windsor Castle): Christus vertreibt die Geldwechsler aus dem Tempel
- The Courtauld Institute of Art (London) 8 Zeichnungen
- Albertina (Wien) 3 Zeichnungen